# Bell X-5
Die Bell X-5 war ein einsitziges strahlgetriebenes Experimentalflugzeug, das in den USA entwickelt wurde. Es diente zur Erforschung der Veränderung der Flügelpfeilung während des Fluges.

## Entwicklung
Ausgangspunkt der Entwicklung war das gegen Ende des Zweiten Weltkriegs erbeutete deutsche Strahlflugzeug Messerschmitt P.1101, an die das Grundkonzept von Rumpf und Leitwerk angelehnt war. Allerdings konnte bei der P.1101 die Flügelpfeilung nur am Boden verändert werden, während dies bei der X-5 auch im Flug möglich war. Die X-5 war damit das erste echte Schwenkflügelflugzeug der Welt. Um die Lage des Schwerpunkts zu erhalten, waren die Tragflächen der X-5 außerdem in Längsrichtung verschiebbar.
Die X-5 wurde von einem einzelnen Allison-Strahltriebwerk J35-A-17 angetrieben. Triebwerkseinlauf und -auslass befanden sich unter dem Rumpf.
Von der X-5 wurden zwei Exemplare gebaut. Deren Erstflüge fanden am 20. Juni bzw. 10. Dezember 1951 statt. Am 14. Oktober 1953 stürzte die zweite der beiden Maschinen ab. Der Pilot Raymond Popson kam dabei ums Leben. 1955 wurde das Testprogramm eingestellt. Die verbliebene Maschine steht heute im Nationalmuseum der US Air Force auf der Wright-Patterson Air Force Base in der Nähe von Dayton, Ohio.
Die aus dem Forschungsprojekt X-5 gewonnenen Erkenntnisse führten später zu Flugzeugen wie der General Dynamics F-111, der Grumman F-14 oder der Rockwell B-1. Auch andere Staaten stellten später Schwenkflügler in Dienst. Dazu zählen der europäische Panavia Tornado sowie die sowjetischen Muster MiG-23, Su-17, Su-24, Tu-22M oder Tu-160.

## Technische Daten
| Kenngröße             | Daten                                          |
| --------------------- | ---------------------------------------------- |
| Besatzung             | 1                                              |
| Länge                 | 10,16 m                                        |
| Flügelpfeilung        | zwischen 20° und 60° verstellbar               |
| Spannweite            | zwischen 6,32 m und 10,21 m (je nach Pfeilung) |
| Höhe                  | 3,66 m                                         |
| Flügelfläche          | 16,26 m² gesamt                                |
| Leermasse             | 2.880 kg                                       |
| max. Startmasse       | 4.479 kg                                       |
| Antrieb               | ein Allison J35-A-17                           |
| Standschub            | 21,8 kN                                        |
| Höchstgeschwindigkeit | 1.134 km/h                                     |
| Gipfelhöhe            | 12.800 m                                       |
| Reichweite            | 1.200 km                                       |